# Baojun 360
Baojun 360 — шестиместный компактвэн, выпускавшийся с 2018 по 2021 год подразделением Baojun совместного предприятия SAIC-GM-Wuling. В иерархии расположен ниже Baojun 730.

## Описание
Baojun 360 впервые был представлен в апреле 2018 года на Пекинском автосалоне. Продажи осуществляются с мая 2018 года.
Автомобиль оснащён 1,5-литровым бензиновым двигателем мощностью 82 кВт (111 л. с.), который применяется во многих других автомобилях Baojun. Двигатель сочетается в паре с шестиступенчатой механической трансмиссией. Опционально устанавливаются бесступенчатая или же пятиступенчатая автоматизированная трансмиссия. Объём грузового отсека составляет 1350 л.
В июле 2019 года, когда был введён стандарт выбросов China VI, мощность двигателя стала немного меньше.

## Технические характеристики
|                                | 1.5                    | 1.5                     | 1.5                     |
| ------------------------------ | ---------------------- | ----------------------- | ----------------------- |
| Годы производства              | 05.2020—09.2021        | 07.2019—09.2021         | 05.2018—05.2020         |
| Характеристики двигателя       |                        |                         |                         |
| Тип                            | Бензиновый двигатель   | Бензиновый двигатель    | Бензиновый двигатель    |
| Конфигурация                   | Рядный двигатель       | Рядный двигатель        | Рядный двигатель        |
| Цилиндров                      | 4                      | 4                       | 4                       |
| Клапанный механизм             | DOHC                   | DOHC                    | DOHC                    |
| Объём                          | 1485 см³               | 1485 см³                | 1485 см³                |
| Мощность при об/мин−1          | 73 кВт (99 л. с.)/5800 | 77 кВт (105 л. с.)/5600 | 82 кВт (111 л. с.)/5800 |
| Крутящий момент при об/мин−1   | 143 Н⋅м/3400—4400      | 135 Н⋅м/3600—5200       | 147 Н⋅м/3600—4000       |
| Динамические характеристики    |                        |                         |                         |
| Привод                         | Передний               | Передний                | Передний                |
| Трансмиссия                    | 6-скор. МКПП           | 6-скор. МКПП            | 6-скор. МКПП            |
| Трансмиссия (опционально)      | (CVT)                  | —                       | (5-скор. АМТ)           |
| Массогабаритные характеристики |                        |                         |                         |
| Максимальная скорость          | 160 км/ч               | 160 км/ч                | 165 км/ч                |
| Разгон до 100 км/ч             | —                      | —                       | 14,7 сек.               |
| Расход топлива (л/100 км)      | 6,3—6,9 л (6,9 л)      | 6,6 л                   | 6,9 л (7,3 л)           |
| Объём бака                     | 40 л                   | 40 л                    | 40 л                    |

Значения, заключённые в круглые скобки, относятся к моделям с дополнительной трансмиссией.

## Галерея

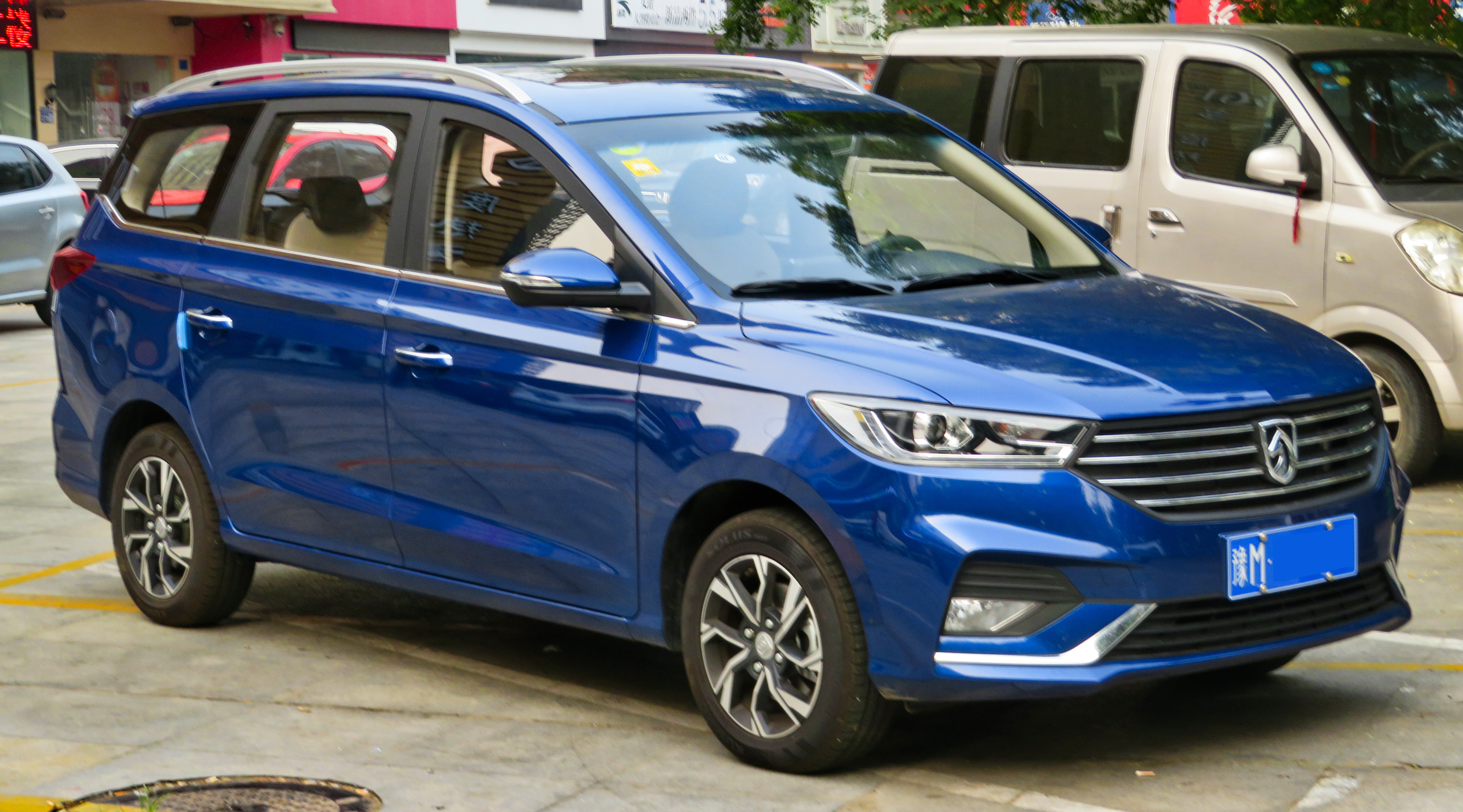
Вид спереди
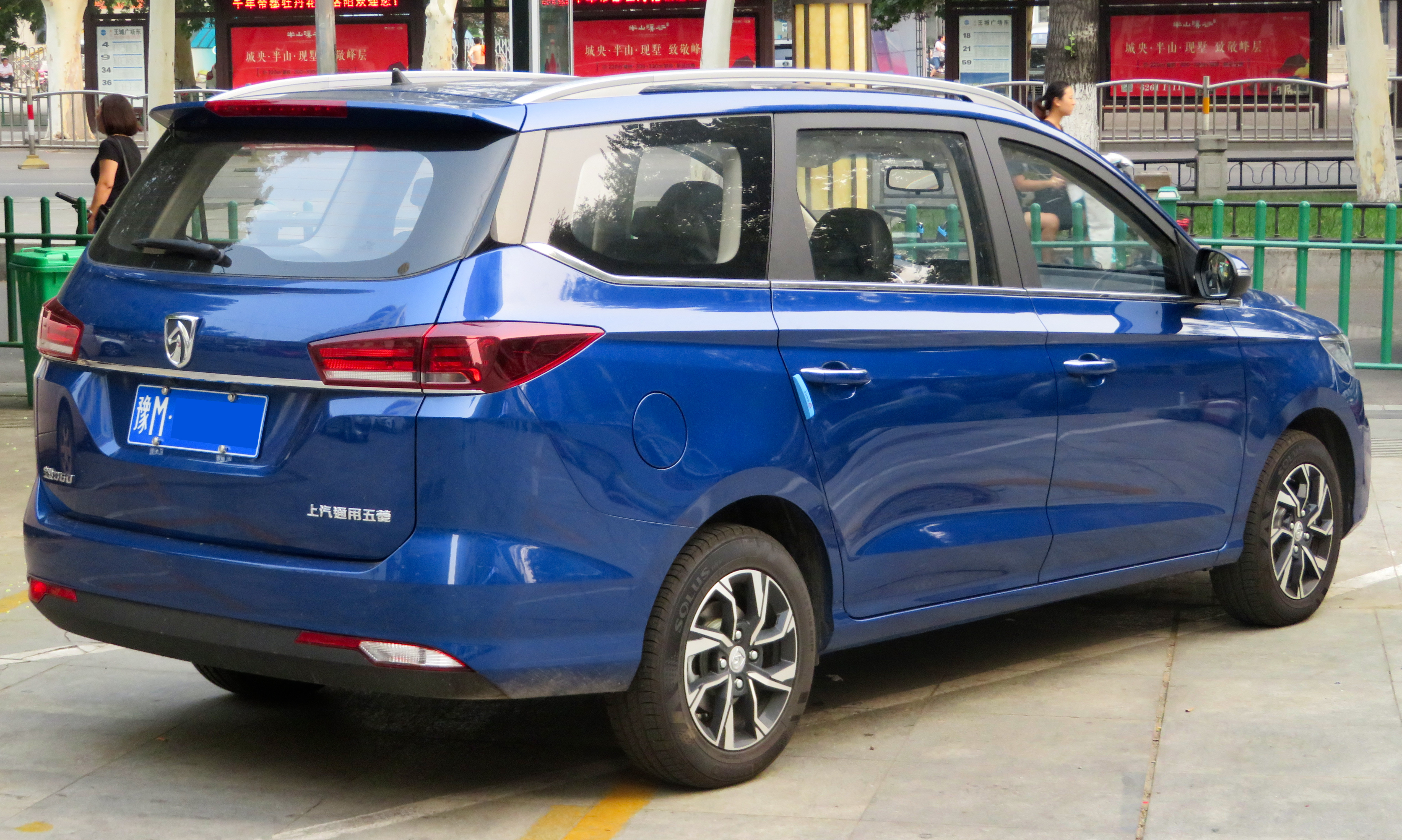
Вид сзади